# Комитет общественного спасения (Люксембург)
Комитет общественного спасения (фр. Comité de salut public) — республиканский орган верховной власти Люксембурга, созданный в ходе восстания 1919 года.

## Предыстория создания
К моменту завершения Первой мировой войны большинством населения страны деятельность великой герцогини Марии-Аделаиды во время германской оккупации рассматривалась как пронемецкая. Это вызвало сильные антимонархические выступления.
Так, например, ещё до подписания Германией перемирия 9 ноября 1918 г. люксембургские радикальные левые под руководством Алоиза Кайзера, Эмиля Марка и Жана Шаака, выступили с требованием свержения монархии и организовали Совет в столице великого герцогства. Он был разогнан в тот же день вооружёнными силами. Но уже 11 ноября аналогичный Совет под руководством Пьера Каппвейлера, Жака Тиллмани и Пьера Шаака появился в городе Эш-сюр-Альсетте, однако и его постигла та же участь.
Тем не менее, широкие массы населения продолжали негативно относиться к монархии, что подтолкнуло либеральных и социал-демократических членов парламента выступить 12 ноября в Палате депутатов с требованием проведения референдума по данному вопросу. Либеральная лига и Социал-демократическая партия Люксембурга 6 декабря 1918 года начали агитацию за установление республиканского правления. Правящая Правая партия выступила в поддержку монархического строя, а Народная партия заняла нейтрально-выжидающую позицию.
Тем не менее, некоторые из либералов выступили за создание лишь «временной республики», которая позднее должна будет объединиться с Бельгией, а правительство Франции, чьи войска были расквартированы в герцогстве, наоборот было заинтересовано в появлении независимого профранцузского правительства.

## Комитет общественного спасения
Премьер-министр Эмиль Ройтер (Правая партия) заявил, что монархия и независимость страны останутся неприкосновенны. Однако он, как и другие министры, следуя совету французского правительства, понимал, что великая герцогиня Мария-Аделаида должна будет отречься от престола в пользу менее скомпрометированного члена её семьи. 30 декабря правительство разорвало все коммерческие договора с Германией и начало переориентировать свою политику на Францию.
В конце декабря 1918 года в столичном гарнизоне люксембургской армии вспыхнуло восстание. Руководил восстанием сержант Эйффес, избранный руководителем солдатского Совета. Части жандармерии не позволили распространиться солдатским выступлениям за пределы города, но окончательно подавить их не смогли.
9 января 1919 года Мария-Аделаида отреклась от престола. Воспользовавшись этим, республиканцы организовали Комитет общественного спасения, чьим председателем был избран Эмиль Серве. В Комитет также вошли Робер Брассё, Морис Пескатор (правые либералы), Гастон Дитрих (радикальный либерал), Эмиль Марк (социал-демократ) и другие. Несмотря на то что, по общему мнению, первым президентом Республики Люксембург тоже должен был стать Серве, по ряду других вопросов мнения разошлись: так, например, правые либералы выступали за скорейшее объединение с Бельгией.
В то же время перед парламентом начали собираться радикально настроенные жители столицы, раздались призывы занять Палату депутатов. Эмиль Марк выступил перед собравшимися с заявлением об отречении великой герцогини, но республика провозглашена не была из-за устремлений правых либералов. Однако 10 января 1919 года в дело вмешались французские войска, начавшие методично разгонять митинги и собрания. Такая же судьба постигла демонстрацию, организованную сержантом Эйффесом в районе казарм Добровольной армии. Вскоре парламент был занят, а Комитет общественного спасения распущен.

## Последствия
16 января 1919 года на престол взошла великая герцогиня Шарлотта. 4 мая 1919 года прошёл референдум, предложивший ряд вариантов решения назревших вопросов:
1) сохранение в стране монархии во главе с великой герцогиней Шарлоттой.
2) отречение Шарлотты и передача престола другому члену её семьи.
3) отречение Шарлотты и передача престола представителю другой династии.
4) отречение Шарлотты и создание республики.
Большинство населения проголосовало за первый вариант.